# Lingua bats
La lingua bats (anche Batsi, Batsbi, Batsb, Batsaw, Tsova-Tush бацбã мотIтI in bats) è una lingua caucasica nordorientale parlata in Georgia da circa 3.400 persone.
Esiste un solo dialetto. I Bats utilizzano la lingua georgiana come lingua scritta, dato che il bats è solo parlato.
La lingua non è mutualmente intelligibile con le altre due lingue appartenenti alla famiglia linguistica nakh, il ceceno e l'inguscio.